# Apapa
Apapa is een grote havenstad in de staat Lagos in Nigeria. De stad ligt ten zuidoosten van Lagos-centrum, aan de monding van de Lagos-lagune. In 2019 had Apapa naar schatting 786.000 inwoners.
Apapa heeft diverse havens en terminals. Ook heeft het raffinaderijen en handelskantoren van vele scheepvaart-, clearing- en transportbedrijven.